# Erbauliche Gedanken auf den Grünen Donnerstag
Erbauliche Gedanken auf den Grünen Donnerstag (in tedesco, "Riflessioni devozionali sul giovedì santo") BWV Anh 169 è una cantata di Johann Sebastian Bach.

## Storia
Pochissime le informazioni che si hanno su questa cantata. Composta per la Settimana Santa, l'opera si basava probabilmente su testo di Christian Friedrich Henrici. Il libretto venne pubblicato a Lipsia nel 1725 nel Sammlung erbaulicher Gedancken ueber und auf die gewoehnlichen Sonn und Festtage. Bach riutilizzò sei parti di questo testo per la sua Passione secondo Matteo BWV 244.
La musica è andata interamente perduta.